# Plagiostenopterina trivittigera
Plagiostenopterina trivittigera är en tvåvingeart som beskrevs av Malloch 1931. Plagiostenopterina trivittigera ingår i släktet Plagiostenopterina och familjen bredmunsflugor. Inga underarter finns listade i Catalogue of Life.